# Zmarli w kwietniu 2011

## Kwiecień 2011
- 30 kwietnia
  - Ronald Asmus, amerykański dyplomata i politolog[1]
  - Witold Maksymowicz, polski duchowny prawosławny, były proboszcz prawosławnej parafii Zaśnięcia Najświętszej Maryi Panny w Krakowie[2]
  - Emilio Navarro, portorykański baseballista[3]
  - Ryszard Rubinkiewicz, polski salezjanin i biblista[4]
  - Ernesto Sábato, argentyński pisarz[5]
  - Bronisław Sekula, polski architekt[6]
  - Celina Wanda Tyszko, polska dziennikarka, kurierka i łączniczka do specjalnych zadań RPŻ "Żegota"[7]
- 29 kwietnia
  - Waldemar Baszanowski, polski sztangista, mistrz olimpijski, medalista mistrzostw świata i Europy[8]
  - Krystyna Bednarczyk, polska poetka emigracyjna i wydawca[9]
  - Robert Duncan, amerykański polityk[10]
  - Józef Isenko, polski lekkoatleta (średniodystansowiec)[11]
  - Włodzimierz Krzemiński, polski poeta, prozaik, autor tekstów radiowych[12]
  - Alojzy Andrzej Łuczak, polski popularyzator muzyki, dyrektor Filharmonii Poznańskiej im. Tadeusza Szeligowskiego[13]
  - Irena Małunowicz, polski chemik[14]
  - Bill LaRochelle, kanadyjski lekkoatleta, płotkarz i sprinter[15]
  - Jerzy Salmonowicz, polski chemik, działacz opozycji demokratycznej, przewodniczący NSZZ „Solidarność” w Morskim Instytucie Rybackim[16]
  - Andrzej Szukalski, polski bankowiec, współzałożyciel i prezes Związku Banków Polskich[17]
- 28 kwietnia
  - Zbigniew Anusz, polski epidemiolog-epizootiolog[18]
  - José Manuel Bettencourt Rodrigues, portugalski generał, minister wojny (1968–1970), gubernator Gwinei Portugalskiej (1973–1974)[19]
  - Witold Górski, polski polityk, inżynier i dyplomata, wiceminister handlu zagranicznego (1973–1974) i przemysłu maszynowego (1974–1978)[20]
  - Erhard Loretan, szwajcarski himalaista[21]
  - Andrzej Wolski, polski harcerz, żołnierz Szarych Szeregów i AK, działacz polonijny w Kanadzie[22]
- 27 kwietnia
  - Kazimierz Bryniarski, polski hokeista na lodzie, olimpijczyk (1956)[23]
  - Jerzy Lisikiewicz, polski ekonomista[24]
  - Franciszek Piętak, polski samorządowiec, wiceprzewodniczący Zarządu Regionu Lubelskiego Platformy Obywatelskiej RP[25]
  - Zdzisław Rutecki, polski żużlowiec, trener żużlowy[26]
  - David Wilkerson, amerykański duchowny protestancki, pisarz[27]
- 27 kwietnia
  - Barbara Gwiazdowska, polski fizyk medyczny[28]
- 25 kwietnia
  - Wanda Madejczyk, polska poetka i działaczka społeczna[29]
  - Zbigniew Motyczyński, polski ekonomista, prezes Związku Piłsudczyków, kawaler Orderu Virtuti Militari[30]
  - Ryszard Nawrocki, polski aktor[31]
  - Gonzalo Rojas, chilijski poeta[32]
  - Tomasz Służewski, polski reżyser teatralny[33]
  - Poly Styrene, brytyjska wokalistka punkowa, frontmenka formacji X-Ray Spex[34]
- 24 kwietnia
  - Wiesław Chrzanowski, polski wojskowy, autor fotografii z powstania warszawskiego[35]
  - Nawang Gombu, tybetański szerpa, pierwszy dwukrotny zdobywca Mount Everest w historii[36]
  - Janusz Kowalski, polski lekkoatleta, wieloboista[37]
  - Sathya Sai Baba, indyjski mistrz duchowy, guru, przywódca religijny[38]
- 23 kwietnia
  - Dmytro Błażejowśkyj, duchowny greckokatolicki[39]
  - Stanisław Gorgolewski, polski fizyk, astronom[40]
  - Bolesław Kostkiewicz, polski wojskowy[41]
  - Norio Ōga, japoński śpiewak operowy, przedsiębiorca, dyrektor generalny Sony Corporation[42]
- 22 kwietnia
  - Wiel Coerver, holenderski piłkarz, trener piłkarski[43]
  - Siarhiej Łahun, białoruski sztangista[44]
  - Eugeniusz Miniszewski, polski polityk i nauczyciel, poseł na Sejm PRL II kadencji[45]
- 21 kwietnia
  - Harold Garfinkel, amerykański socjolog[46]
  - Catharina Halkes, holenderska teolożka feministyczna[47]
  - Zbigniew Pakalski, polski inżynier budownictwa, publicysta[48]
  - Stanisław Szczuka, polski adwokat, obrońca w procesach politycznych okresu PRL-u[49]
  - Adam Walczak, polski działacz partyjny, I sekretarz Komitetu Łódzkiego PZPR (1989–1990)[50]
  - Alina Witkowska, polska historyk literatury, znawczyni romantyzmu[51]
  - Jacek Wróbel, polski malarz[52]
- 20 kwietnia
  - Tim Hetherington, brytyjski fotoreporter[53]
  - Chris Hondros, amerykański fotoreporter[54]
  - Ewa Lubowiecka, polska aktorka i dziennikarka[55]
  - Halina Skibniewska, polski architekt, poseł na sejm PRL-u, wicemarszałek sejmu[56]
  - Gerard Smith, amerykański muzyk, basista grupy TV on the Radio[57]
- 19 kwietnia
  - Elisabeth Sladen, brytyjska aktorka[58]
  - Grete Waitz, norweska lekkoatletka, specjalizująca się w biegach długodystansowych[59]
  - Pietro Ferrero, włoski przemysłowiec, mistrz cukierniczy[60]
- 18 kwietnia
  - Olubayo Adefemi, nigeryjski piłkarz[61]
  - Wojciech Kiedrowski, polski działacz środowisk kaszubskich, wydawca, redaktor naczelny miesięcznika Pomerania[62]
  - Witold Kołodziej, polski matematyk, autor podręczników akademickich[63]
  - Andrzej Piszczatowski, polski aktor i reżyser[64]
  - Giovanni Saldarini, włoski duchowny katolicki, arcybiskup Turynu, kardynał[65]
  - William Donald Schaefer, amerykański polityk[66]
- 17 kwietnia
  - Stanisław Miklaszewski, polski ekonomista[67]
  - Michael Sarrazin, kanadyjski aktor[68]
- 16 kwietnia
  - Julija Brazauskienė, litewska lekarka, pierwsza dama (1992–1998)[69]
  - Sidney Colônia Cunha, brazylijski piłkarz[70]
  - Tadeusz Pawlusiak, polski skoczek narciarski, olimpijczyk (1972, 1976)[71]
  - Harold Volkmer, amerykański polityk, członek Izby Reprezentantów (1977-1997)[72]
  - Henryk Zomerski, polski gitarzysta basowy[73]
- 15 kwietnia
  - Jan Golemo – polski działacz partyjny i państwowy, przewodniczący Prezydium MRN w Tarnowie (1956–1958)[74]
  - Bronisław Siadek, polski dziennikarz, podróżnik, żeglarz, klimatolog[75]
- 14 kwietnia
  - Trevor Bannister, brytyjski aktor[76]
  - Walter Breuning, amerykański rekordzista długowieczności, najstarszy mężczyzna na świecie[77]
  - Jan Górny, polski duchowny rzymskokatolicki, publicysta[78]
  - William Lipscomb, amerykański chemik, laureat Nagrody Nobla[79]
  - Zdzisław Franciszek Piłatowicz, polski działacz kombatancki, prezes Klubu Kawalerów Orderu Wojennego Virtuti Militari[80]
  - Henryk Smolak, polski dziennikarz i publicysta[81]
- 13 kwietnia
  - Danny Fiszman, brytyjski przedsiębiorca, działacz sportowy, dyrektor Arsenalu Londyn[82]
  - Paulina Łozicka, polska działaczka kombatancka, szefowa bydgoskiego Stowarzyszenia Rodzina Wojskowa[83]
  - Mieczysław Michalski, polski przewodnik turystyczny, zasłużony działacz i członek honorowy PTTK[84]
  - Danuta Piecyk, polska lekkoatletka, płotkarka, olimpijka[85]
  - Henryk Skrobisz, polski ekonomista, poseł na sejm PRL-u, ambasador RP w Argentynie i Urugwaju[86]
  - Maria Skubiszewska, polski historyk sztuki, muzealink[87]
- 12 kwietnia
  - Małgorzata Gebert, polska działaczka społeczna, organizatorka akcji humanitarnych[88]
  - Sidney Harman, amerykański biznesmen, właściciel tygodnika "Newsweek"[89]
  - Miroslav Tichý, czeski malarz, fotograf[90]
  - Helena Warszawska, polska pielęgniarka, legenda Zakopanego[91]
- 11 kwietnia
  - Lewis Binford, amerykański archeolog[92]
  - Angela Scoular, brytyjska aktorka[93]
- 10 kwietnia
  - Eugeniusz Get-Stankiewicz, polski rzeźbiarz i grafik[94]
  - Sylwester Olszewski, polski kierowca rajdowy[95]
- 9 kwietnia
  - Jerzy Bursa, polski specjalista w zakresie przetwórstwa tworzyw sztucznych[96]
  - Pierre Celis, belgijski piwowar[97]
  - Sidney Lumet, amerykański reżyser filmowy[98]
  - Zygmunt Urbanowicz, polski lekarz, specjalista w dziedzinie neuroanatomii[99]
- 8 kwietnia
  - Daniel Catán, meksykański kompozytor operowy i librecista[100]
  - Łukasz Horowski, polski przedsiębiorca, działacz społeczny, honorowy konsul Ukrainy w Poznaniu[101]
  - Czesław Rymarz, polski matematyk, fizyk, mechanik, meteorolog, cybernetyk, informatyk, filozof[102]
  - Mulana Showkat Ahmad Shah, kaszmirski duchowny, kierownik gminy wyznaniowej Jamiat-e-Ahle Hadith[103]
- 7 kwietnia
  - Marian Dusza, polski obserwator i sędzia piłkarski klasy międzynarodowej[104]
- 6 kwietnia
  - Jerzy Kamrowski, polski malarz, historyk, krytyk i konserwator sztuki, muzealnik[105]
- 5 kwietnia
  - Baruch Samuel Blumberg, amerykański lekarz, laureat Nagrody Nobla[106]
  - Władysław Dwojak, polski działacz kombatancki[107]
  - Ange-Félix Patassé, środkowoafrykański polityk, prezydent Republiki Środkowoafrykańskiej[108]
  - Gil Robbins, amerykański piosenkarz folkowy, ojciec aktora Tima Robbinsa[109]
- 4 kwietnia
  - Scott Columbus, amerykański perkusista zespołu Manowar[110]
  - Juliano Mer-Khamis, izraelski aktor, reżyser, pokojowy aktywista propalestyński[111]
  - Bronisław Kazimierz Przybylski, polski kompozytor[112]
  - Wayne Robson, kanadyjski aktor[113]
  - Juan Tuñas, kubański piłkarz[114]
  - Sławomir Wyczański, polski cukiernik, autor podręczników specjalistycznych związanych z cukiernictwem[115]
- 3 kwietnia
  - Ulli Beier, niemiecki pisarz[116]
  - Andrzej Butruk, polski aktor, piosenkarz, członek formacji T-raperzy znad Wisły[117]
  - Jadwiga Jaroszyńska-Balcerzak, polska aktorka[118]
  - Kevin Jarre, amerykański scenarzysta i producent filmowy[119]
  - Marian Pankowski, polski poeta, prozaik, dramaturg, krytyk literacki i tłumacz[120]
  - Calvin Russell, amerykański piosenkarz i gitarzysta[121]
  - Piotr Sembrat, polski architekt[122]
  - Gustavo Sondermann, brazylijski kierowca wyścigowy[123]
- 1 kwietnia
  - Jan Czarnecki, polski działacz kombatancki, żołnierz AK i KWP, komendant batalionu "Źródło"[124]
  - Jerzy Griaznow, rosyjski biskup prawosławny, wikariusz eparchii kałuskiej i borowskiej[125]
  - Hubert Kwieciński, polski neurolog[126]
  - Konrad Malicki, polski wirusolog[127]
  - António Duarte Silva, portugalski polityk i inżynier, minister rolnictwa (1994–1995) i spraw morskich (1995)[128]
  - Varkey Vithayathil, indyjski duchowny katolicki rytu syro-malabarskiego, kardynał[129]